# Mechle Christian
Mechle Christian (Debrecen, 1998. február 12. –) magyar színész.

## Életpályája
2018-ban érettségizett a debreceni Ady Endre Gimnáziumban. 2018-2023 között a Színház- és Filmművészeti Egyetem színművész szakán tanult. 2023-tól a kecskeméti Katona József Színház tagja.

## Színházi szerepei

### Katona József Színház
- Juhász Levente – Szente Vajk – Galambos Attila: A trón – LadislausPetrus
- Muszty Bea – Dobay András: A kék csodatorta – Belkanto herceg
- Claude Magnier: Oscar – Christian Martin, szappanmenedzser
- Henry Lewis – Jonathan Sayer – Henry Shields: Ma este megbukunk – János ő játssza Charles Havershamet
- Felhangolva: Felhangolva – Szereplő
- Lee Hall – Tom Stoppard – Marc Norman: Szerelmes Shakespeare – Ned
- Bolba Tamás – Szente Vajk – Galambos Attila: Meseautó – Szűcs János
- Szikora Róbert – Lezsák Sándor – Zsuffa Tünde: Az Ég tartja a Földet – Erzsébet, a szerelem szentje – Henrik
- Lehár Ferenc: Luxemburg grófja – Jacques, az apacs
- William Shakespeare: Macbeth – Malcolm, Duncan fia
- Szente Vajk – Galambos Attila – Juhász Levente: Kőszívű – Baradlay Ödön
- Lévay Sylvester – Michael Kunze: Elisabeth

### Veres1 Színház
- Szép nyári nap (2023) ...Varga Péter

### Vörösmarty Színház
- Beatles.hu (2022) ...A Beatles fiúk
- Fame – A hírnév ára (2021) ...Nick

### Weöres Sándor Színház
- A Pál utcai fiúk (2020) ...Geréb[7]

## Filmes és televíziós szerepei
- A Tanár (2021) ...Karesz
- Cella – Letöltendő élet (2023) ...Iván